# الکترون‌ها و حفره‌ها در نیم‌رساناها با کاربرد در الکترونیک ترانزیستوری

چاپ اول

الکترون‌ها و حفره‌ها در نیم‌رساناها با کاربرد در الکترونیک ترانزیستوری کتابی نوشته ویلیام شاکلی برنده جایزه نوبل است که برای نخستین بار در سال ۱۹۵۰ منتشر شد. این یک منبع اولیه بود و به عنوان اولین کتاب درسی برای دانشمندان و مهندسانی که زمینه جدید نیم‌رساناها را در توسعه ترانزیستور یادمی‌گرفتند، استفاده می‌شد. این اختراعی بود که منجر به رایانه‌های الکترونیکی، دستگاه‌های ارتباطی همه جا حاضر، کنترل‌کننده‌های الکترونیکی فشرده و مجموعه‌ای از اختراعات مهم دیگر در نیمه آخر قرن بیستم شد.
این کتاب توسط دی ون نوستراند در نیویورک چاپ شد و بعداً چاپ‌های زیادی را پشت سر گذاشت.
نسخه قبلی حاوی برخی از مطالب در مجله فنی آزمایشگاه بل در سال ۱۹۴۹ ظاهر شد.

## مطالب
ترتیب فصل‌ها به شرح زیر است:
بخش اول مقدمه ای بر الکترونیک ترانزیستور
- فصل ۱: خواص عمده نیم‌رساناها
- فصل ۲: ترانزیستور به عنوان یک عنصر مدار
- فصل ۳: مطالعات کمی تزریق حفره‌ها و الکترون‌ها
- فصل ۴: در مورد نظریه فیزیکی ترانزیستورها
- فصل ۵: حالات کوانتومی، باندهای انرژی، و مناطق بریلوین

بخش دوم نظریه توصیفی نیم‌رساناها
- فصل ۶: سرعت و جریان برای الکترون‌ها در بلورها
- فصل ۷: الکترون‌ها و حفره‌ها در میدان‌های الکتریکی و مغناطیسی
- فصل ۸: نظریه مقدماتی رسانایی و اثر هال
- فصل ۹: توزیع حالت‌های کوانتومی در انرژی
- فصل ۱۰: آمار فرمی‌دیراک برای نیم‌رساناها
- فصل ۱۱: نظریه ریاضی رسانایی و اثر هال
- فصل ۱۲: کاربردها در الکترونیک ترانزیستوری

بخش سوم بنیادهای مکانیکی کوانتومی
- فصل ۱۳: مقدمه بخش سوم
- فصل ۱۴: مکانیک کوانتومی بنیادی با نظریه مدار آنالوگ
- فصل ۱۵: تئوری الکترون و حفره، سرعت‌ها، جریان‌ها و شتاب‌ها
- فصل ۱۶: مکانیک آماری برای نیم‌رساناها
- فصل ۱۷: نظریه احتمالات انتقال برای حفره‌ها و الکترون‌ها
- ضمیمه A یکاها
- ضمیمه B جدول تناوبی
- ضمیمه C مقادیر ثابت‌های فیزیکی
- ضمیمه D نمودار تبدیل انرژی
- فهرست نام
- فهرست موضوع